# カープアカデミー

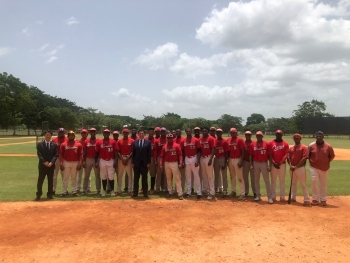
日本の外務副大臣の武井俊輔による視察の様子。2023年7月撮影。

広島東洋カープアカデミーオブベースボール（ひろしまとうようカープアカデミーオブベースボール、スペイン語: Academia de Béisbol Hiroshima Toyo Carp）は、ドミニカ共和国・サンペドロ・デ・マコリス郊外にある野球アカデミー。通称カープアカデミー。メジャーリーグベースボール（MLB）のアカデミー制度を参考にして、広島東洋カープが外国人選手の発掘・育成のため、1990年11月に6億円を投じてドミニカ共和国に作った日本球界史上初のアカデミー。

## 概要
1987年秋、オーナーの松田耕平がMLBのウィンターミーティングを視察した時、MLBでは年俸が安く野球が国技といわれるほど盛んなドミニカ共和国に目を付け、現地にファームチームを設立する動きが始まっている事実を知る。1988年4月、オーナー代行の松田元とチーフスカウトの備前喜夫が同国を訪問し、日本球界では初となる自前で選手を発掘・育成するための野球学校を設立することが決定した。
同年11月には、首都サントドミンゴから東へ約80kmのサンペドロ・デ・マコリス郊外に、旧広島市民球場の10倍の用地を確保し、1990年11月29日にドミニカ共和国大統領、国防相、文化相、スポーツ相ら閣僚らを招いた開校式が行われスタートした。
MLB傘下のドミニカン・サマーリーグ（MLBを1軍とすると8軍に相当）のサンベドロ・デ・マコリス地区に所属し、現地責任者として招聘したセザール・ヘロニモらの指導の下、1993年・1994年に連続地区優勝、1995年には各地区の代表が争うプレーオフをも制覇するチームに成長した。
しかしその直後、巨額のリーグ参加費を請求されるようになり、1995年をもってリーグから撤退する。その後、MLB球団のアカデミーが相次いでドミニカに進出し、金銭面で劣り、リーグから脱退したカープアカデミーには、MLBのアカデミーで通用しなかった「セカンド・タレント」と呼ばれる選手しか集まらなくなる。さらに2004年の球界再編を契機にセ・パ交流戦開催が決定したことで、それまでの巨人戦を中心とした放映権収入の減少が予想されたため、球団は経費削減の一環としてアカデミーの運営費圧縮（年間1億円→同7,000万円）を決断。2005年からは野手育成を諦め、投手育成に専念するようになった。
2007年から在籍者の一部が四国アイランドリーグplusや、広島球団が提携を結ぶ中国野球リーグの広東レパーズに派遣されるようになったが、1990年代に30〜40人いたアカデミー契約選手は、2012年には4人に減少、実戦練習には現地の社会人チームの協力が必要な状態になっていた。
2012年12月、アカデミーを視察した松田は、2005年以降凍結していた野手育成を再開する方針を表明する。それまで荒廃していたアカデミーの施設は2013年までに再整備され、2名しかいなかった現地のスカウトも増員された。2014年には新たに総額1億円以上をかけたアカデミー各施設の改修工事が行われた。
2014年1月31日には、アカデミー練習生だったライネル・ロサリオが、2005年のエスターリン・フランコ以来、野手として10年ぶりとなる選手契約を結んだ後、2016年にはサビエル・バティスタ、アレハンドロ・メヒアが育成契約後、翌2017年に1軍昇格する。2018年にはヘロニモ・フランスアが育成契約を結び、シーズン中に支配下登録の上1軍公式戦にも出場した。
2020年9月29日、投手のロベルト・コルニエルが育成選手として契約を結んだ。12月1日、カープアカデミーが「スポーツを通じた日本とドミニカとの相互理解の促進」を理由に団体として令和2年度外務大臣表彰を受賞した。
2021年3月23日にロベルト・コルニエルがカープと6年間の支配下選手契約を結んだ。
2020年3月、新型コロナウイルス感染症の世界的流行により閉鎖していたが、2022年12月より再開された。

## 施設概要
現在、ドミニカ共和国にはMLB30球団のうち28球団が野球アカデミーを開校しているが、カープアカデミーは進出時期が早く充分な敷地を確保できたおかげもあって、今なお施設面はMLBのそれに劣らない規模を誇る。
- 敷地面積：27万平方m
- 第1グラウンド：試合用、両翼100m・センター125m
- 第2グラウンド：練習用、両翼100m・センター125m
- 第3グラウンド：内野守備練習用（芝生）
- 第4グラウンド：内野守備練習用（土）
- 室内バッティング練習場（3打席）
- 投球練習場（5箇所）
- ウェート・トレーニングルーム
- その他施設
  - 選手専用宿舎（48ベッド）、コーチ専用宿舎（5部屋）、トレーナールーム、ロッカールーム、シャワールーム、ランドリールーム、ダイニングルーム、多目的ルーム、ミーティングルーム、マネージャールーム、接客ルーム、スタッフルーム、車輌倉庫

## 生活
選手たちは、月～金曜日は施設内にある寮に泊まり込みで練習し、土日は実家で過ごしている。練習は当初は午前中に全体練習、昼食後は各自のトレーニングという形だったが、2022年の再開後は午後の酷暑の時間を避け午前・夕方の2部練習制となっている。これに並行して、現地のスカウトたちが見つけてきた選手のトライアウトが週に2回ほど行われている。定員は20名（2023年現在）で、原則として2週間に1度選手の入れ替えを行う。
寮費、食費は無料。また、日本からの留学生によって週に2、3回ほど日本語の授業が行われており、家族を養うために日本語を学ぶ練習生もいる。
練習時間はメジャーのアカデミーの倍以上（当初は約4時間半、2023年現在は約6時間）にも及び、全体練習後には、タオルを使ったシャドーピッチングや数百回の素振りといったカープアカデミー独自の練習も課される。毎年3月から6月にかけては、近隣のMLBのアカデミーとの練習試合も週1回行われる。
練習生は無給だが、契約選手となれば契約金に加え、バットやスパイクなどの用具と月給が支給される。契約選手の枠は6名（2023年現在）。殆どの選手はメジャーのアカデミー出身だが、ルーキーリーグや1Aのチームで芽が出ず、セカンドチャンスを求め門をたたいた選手たちも多い。アカデミーには4人のスカウトと8人の情報提供者がおり、トライアウトにはスカウトが目を付けた選手らが毎週5～10人ほど訪れる。トライアウトを受けた選手の中で練習生になれるのは年間20人ほどで、その中で成長が認められた者だけが契約選手となり、そこからさらに選ばれた選手が春秋のキャンプに練習生として送り込まれる。
2004年から3年間、広島でプレーしたファン・フェリシアーノ投手コーチは「彼らはメジャーのアカデミーで技術的なことをあまり教わっていないが、ここで指導を受ければまだ成長できる。米国の野球は楽しむものだが、日本の野球は仕事。勝つための野球を教えている。それを理解して頑張った者だけが日本に行ける」としている。

## 出身選手
括弧内は特に断りのない限り日本プロ野球での業績を示す。

### 広島と選手契約を交わした選手
1992年契約
- アンヘル・バウチスター（初のカープ契約選手）
- マリオ・サンギルベルト（同上）
- ルイス・ペレス（同上）
- ロビンソン・チェコ（1995年にオールスター出場・チーム最多勝）
- フェリックス・ペルドモ

1994年契約
- カルロス・リベラ（初の一軍出場）

1995年契約
- フェリックス・ラミーレス

1996年契約
- フランシスコ・デラクルーズ
- アルフォンソ・ソリアーノ（NPB・MLB通算2000本安打を達成、2004年に米オールスターゲームMVP受賞）
- ティモ・ペレス

1997年契約
- アントニオ・グスマン
- ホセ・マルチネス

1998年契約
- アレファンドロ・ケサダ（フレッシュオールスターでMVPを獲得・ポスティングシステムによる初のMLB移籍）

1999年契約
- エジソン・レイノソ

2000年契約
- アンヘル・ブリトー

2002年契約
- ラモン・ラミーレス
- ナタナエル・マテオ

2004年契約
- フアン・フェリシアーノ

2005年契約
- エスターリン・フランコ

2006年契約
- ビクトル・マルテ

2007年契約
- エスマイリン・カリダ（初の育成契約及び育成選手からの支配下選手登録・育成選手出身では初のMLB選手）

2009年契約
- ディオーニ・ソリアーノ

2010年契約
- ウィルフィレーセル・ゲレロ

2014年契約
- ライネル・ロサリオ（サイクル安打を達成）

2015年契約
- ダニーロ・デヘスス

2016年契約
- サビエル・バティスタ（ファーム本塁打王を獲得・初打席本塁打を達成）
- アレハンドロ・メヒア（ファーム三冠王を獲得）

2018年契約
- ヘロニモ・フランスア（2018年8月に月間18試合登板のプロ野球記録を達成し、その間防御率は0.51で月間MVPを受賞）
- ジョアン・タバーレス

2019年契約
- エマイリン・モンティージャ
- アルフレッド・メナ
- フアン・サンタナ

2020年契約
- ロベルト・コルニエル（大谷翔平に並ぶ日本球界最速（当時）の165km/hを記録）

2024年契約
- モイセス・ラミレス
- ネルソン・ロベルト

2025年契約
- ジョハン・ドミンゲス[注 1]

### 広島と選手契約を交わさなかった選手
- ウーゴ・コジャード
- チャールズ・ペーニャ
- フアン・ドゥラン
- マリノ・ペティケ
- ヘルマン・デレオン
- フアン・モロベル
- ラファエル・ロサリオ
- トニー・バレラ
- マルチレス・カストロ
- ラファエル・ガルシア
- トニー・ゴンザレス
- ルイス・フランシス（広島・中日でブルペン捕手として契約）
- アリスメンディ・クエージョ
- エドウィン・ミナージャ
- オビスポ・パチェコ
- ギジェルモ・サンタナ
- ヘンディ・クレート（広島でブルペン捕手・通訳として契約）
- エステバン・ジャン（MLB・阪神でプレー）
- マイケル・ギジェン
- ケルビン・サンチェス
- ホセ・ラウリアーノ
- フアン・ハビエル
- ホセ・バレンティン
- レヒナル・シモン
- ホルヘ・フェリックス
- ホセ・マテオ
- ホセ・ポランコ
- オナシス・シレット
- マルティン・ガルシア
- カルロス・サノ
- フアン・ベニテス
- エルニス・レジェス
- C.C.メルセデス（巨人・ロッテでプレー）
- マヌエル・サンチェス
- ミゲル・エラディオ
- ジェリンソン・バスケス（くふうハヤテでプレー）

## 褒賞
2022年8月5日、スポーツを通じたドミニカ共和国と日本の相互理解に尽力したとして、日本より外務大臣賞を受賞した。
2023年12月1日、両国の親善と同校の功績がたたえられてドゥアルテ・サンチェス・メジャ勲章 (西: Orden del Mérito de Duarte, Sánchez y Mella)を受賞した。